# Подводные лодки проекта 633
Подводные лодки проекта 633 — по классификации НАТО «Ромео» — серия дизель-электрических подводных лодок, построенная в СССР в 1950-х годах. Главный конструктор — З. А. Дерибин. Всего в период с 1957 по 1961 год на заводе Красное Сормово в городе Горький было построено 20 лодок. 
Также, документация проекта 633 использовалась при строительстве лодок в Китае и КНДР. Было изготовлено более 80 подлодок, часть из которых экспортировалась в другие страны.
В настоящее время несколько подводных лодок этого проекта используются в ВМФ России в качестве стационарных тренировочных центров. Подводные лодки проекта 633 входят в состав военно-морских сил Китайской Народной Республики, Алжира, Египта, Корейской Народно-Демократической Республики.

## Модернизации

### 633РВ
Для испытаний противолодочных ракет Водопад и Ветер был разработан проект 633РВ, по которому в 1971—1980-х годах модернизированы подводные лодки С-49 и С-11.

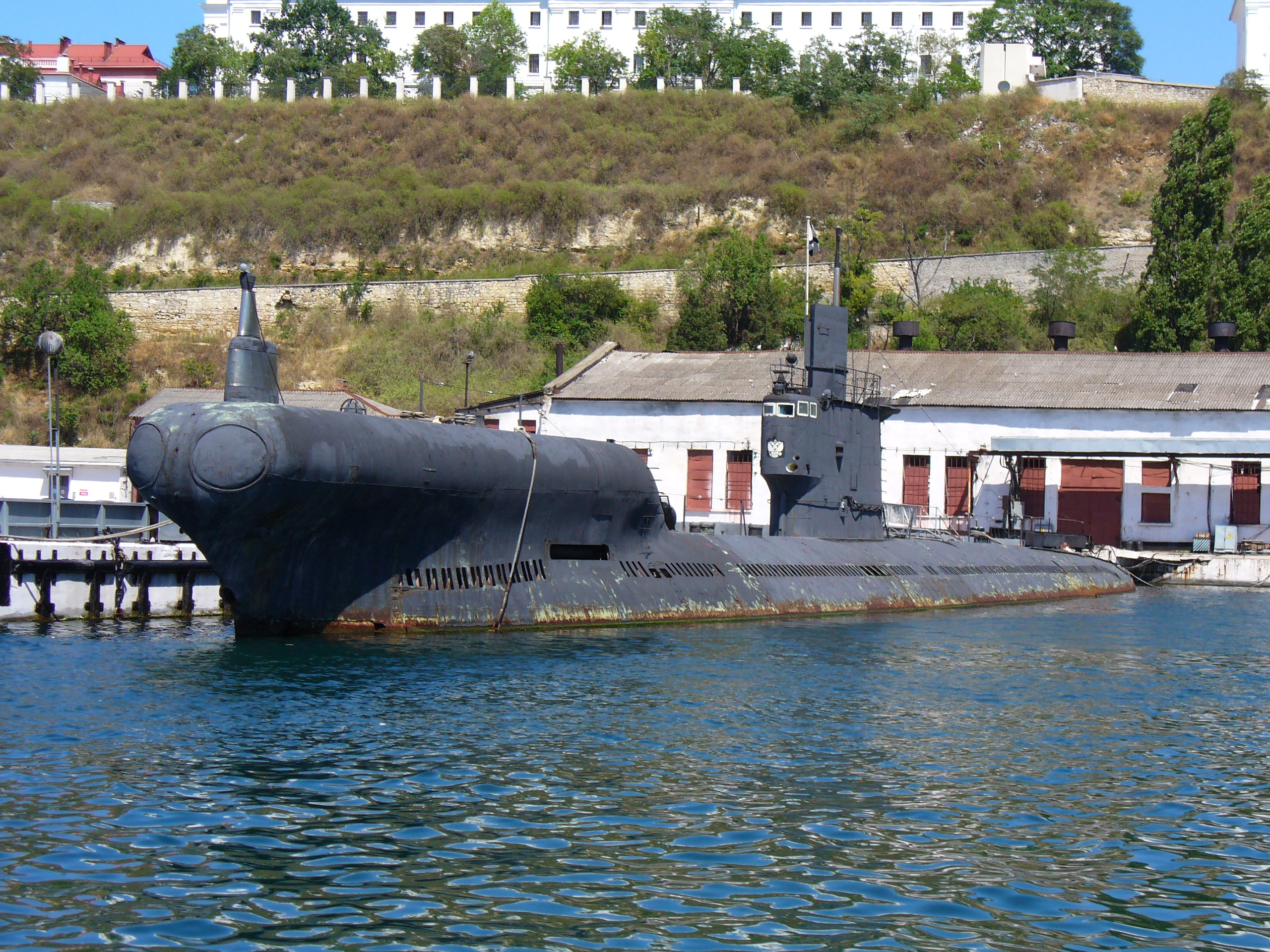
С-49 проекта 633РВ

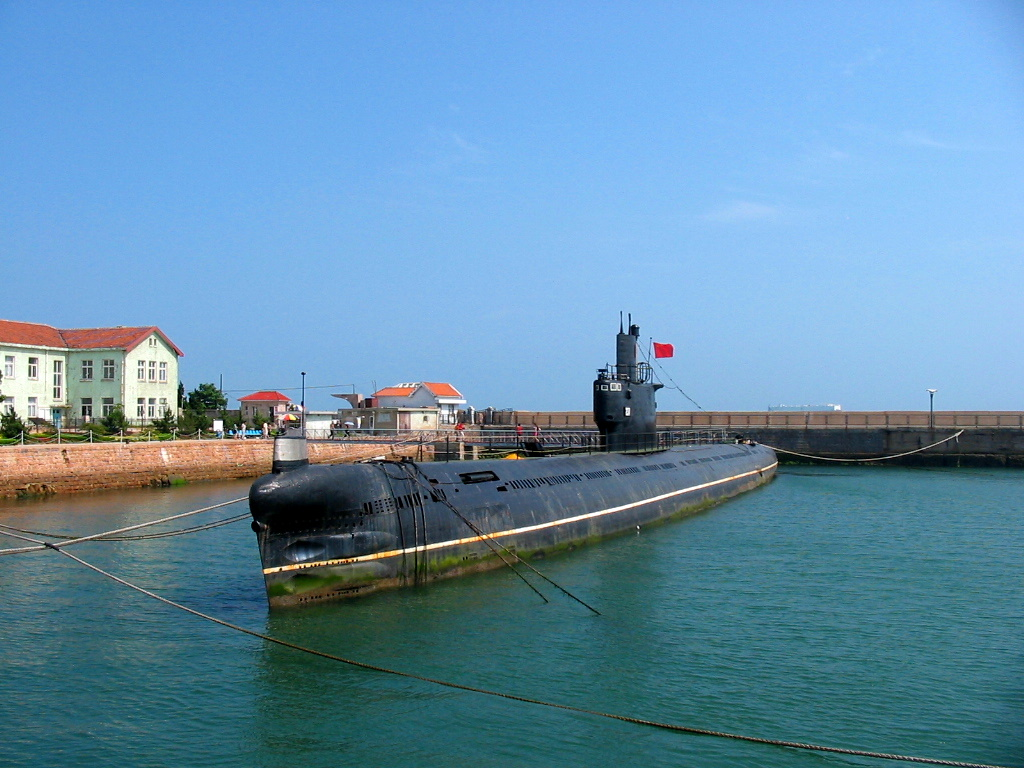
В ВМС Китайской Народной Республики. 2005 год

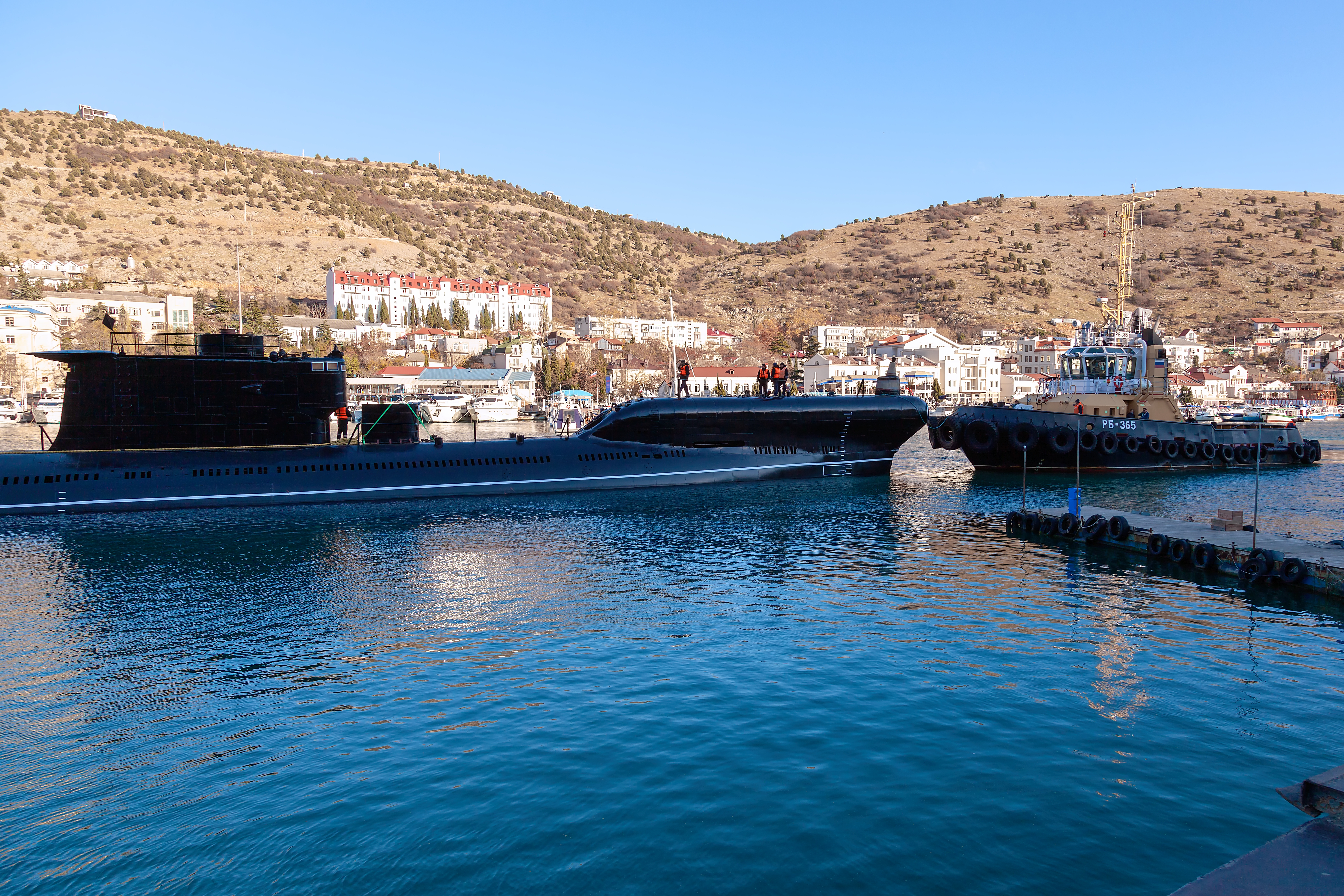
Буксировка советской подводной лодки С-49 ("Ромео") проекта 633РВ в Балаклавский подземный музейный комплекс, 12 ноября 2021 г.